# CEA - Casa Editrice Astoria
La CEA - Casa Editrice Astoria o semplicemente Astoria è stata una casa editrice Milanese. Pubblicò quasi esclusivamente storie illustrate e fumetti utilizzando, in copertina, marchi anche diversi da Astoria (Gino Sansoni Editore, I.L.E. - Istituto Librario Editoriale, Astoria, Astor, Moderna Editoriale o Edizioni Amor). Innumerevoli furono le collane, spesso di brevissima durata, stampate nel corso della sua esistenza.

## Storia

### Dalla fondazione agli anni cinquanta
Fu fondata da Gino Sansoni nel 1946, inizialmente con sede iniziale in via Monviso 21, poi trasferita in piazzale Luigi Cadorna 13, a Milano. Nei primi anni di attività, si dedicò alla pubblicazione di romanzi e fumetti d'avventura (quali Kovacs - Il cavaliere del Mistero) o di diverso genere, fino all'erotico, come realtà proibita, edito dal 1951 al 1962, riproponendoli varie volte, con modifiche nei disegni e nei titoli. Esemplare è il caso del romanzo Pietà per i bambini grandi, opera di Lionello Natoli, pubblicato nel 1959 come Parigi Nuda e ristampato 14 volte fino al 1962 come Sansoni Editore, con in copertina un nudo di donna estratto da una rivista francese. Ripubblicherà anche il Pinocchio di Collodi, con le tavole illustrate da Gim (Giovanni Manca), edito nel 1944 dalla SACSE Edizioni. Nel 1961 darà alle stampe come ILE con le collane di fantascienza Fantascienza Illustrata e nel 1962 I grandi scrittori del futuro.
Nel 1964 pubblicherà come ILE ovvero la collana di fantascienza varietas.

### Gli anni sessanta e lospin-offdellaAstorina
A cavallo del decennio, la sede venne spostata in via Giacomo Leopardi 25, in un ampio appartamento. In alcuni dei locali con la cucina ed il secondo ingresso all'appartamento che vi si affacciava nel 1962, Angela Giussani,  moglie del proprietario, licenziatasi dall'Astor, diede vita assieme alla sorella, ad una separata avventura editoriale: la casa editrice Astorina, celebre per la realizzazione di Diabolik.
Le tipologie di fumetti edite da Astor nel corso del decennio proseguirono nella moda dei fumetti per adulti denominati alboromanzi (Vamp, poi Vamp Sexy, pubblicato dal 1963 al 1969; Fumetto Sexy), con gli Albi Okey, e si estesero a quelli di fantascienza come Superfantascienza illustrata (1961-62). Nel 1963 fondò la rivista "Forza Milan!" che sarebbe stata poi stampata da altri, fino al 2018. Furono anni di pubblicazioni per adulti, di fumetti di eroi (Zakimort, dal 1965) come di fumetti di derivazione americana quali Big Ben, il "quindicinale in grancolor", oppure Boy "il fumetto bang bang bang", I ribelli "il fumetto boom!".

### Gli anni settanta ed il declino
Nel frattempo, alla fine degli anni sessanta, la casa editrice, oramai in calo di vendite, si era trasferita in un nuovo edificio, in via Mascheroni 1. Furono anni in cui al di là degli ultimi fumetti per adulti che spesso durati pochi numeri, si inizia a dar man bassa ai fondi di magazzino ed ai resi, ricopertinandoli e proponendoli come ristampe: è il caso di Johnny il Capellone, altro non è se non la ristampa di alcuni episodi di Alboromanzo Vamp, che reca in copertina solo i titoli degli episodi, senza il nome della collana, che durò dal 1972 al 1974. Ristampe di Alboromanzo nel 1973 è anche la Collana della Falena, Brivido Avventure e Voluttà , ed era stata, precedentemente (dal 1970 al 1972) la Collana Strip Oroscopo. Super Bis Le Grandi Avventure, dal canto suo, univa le ristampe di Boy del 1968 a quelle di Brancaleone, su licenza dell'Editoriale Comics.
Una tale strategia, con numeri ripresentati, rinumerati, salti di numerazioni, ristampe, causa non poca confusione.
La casa editrice tentò ad onor del vero di raggiungere anche un pubblico diverso, con altri fumetti d'avventura già pubblicati ma se non altro selezionati in antologie (Audax pocket del 1973), la rivista Horror, fondata nel 1969 da Alfredo Castelli da Arnaldo Piero Carpi, e come GSE (Gino Sansoni Editore) la collana "Umoristi d'Oggi", dal 1970 al 1971, ricopertinati nel 1972 in Come si ride oggi, edita come ILE fra il 1972 ed il 1973 per recuperare le copie da macero. Vennero pubblicati anche "I libri dell'ossessione", racconti di terrore editi nel 1972, fra cui i "Racconti di morte e di terrore" di Edgar Allan Poe.
Proseguì soprattutto la serie giovanile con riviste di fumetti ed articoli quali Teddy Bob Beat "il fumetto giovane", ideato da Pier Carpi e disegnato da Giorgio Montorio, Pietro Gamba e Gino Dauro, a uscita quindicinale, lanciato già dal 1966 fino al 1972 e ripreso in una nuova serie nel 1973, destinato a chiudere solo nel 1974, non senza aver invaso le edicole con "ristampe" e ricopertinati.
Nello stesso 1973, tentando di coniugare il genere erotico con un approccio maggiormente intellettuale, furono lanciate strisce antologiche con articoli e presentazioni di autori celebri (Super Vip, che riprende i fumetti di Horror, e Strip Pocket, Vip Pocket, a cura di Giorgio Medail e presentazione di Giovanni Arpino riprendeva materiale della CEA: strisce di Horror e Super Vip). Nel 1974 le pubblicazioni, anche se pronte, furono progressivamente sospese ("I commercianti di vite", nr. 25 di Zakimort, non andò in stampa) anche se alcuni albi, sia per smaltire le rimanenze che per motivi contrattuali ed amministrativi, uscirono fino al dicembre del 1974, data in cui la casa editrice cessò le pubblicazioni, terminando ogni attività, per poi chiudere poco tempo dopo.